# Vitögd dykand
Vitögd dykand (Aythya nyroca) är en medelstor dykand som häckar lokalt i våtmarker i palearktis. Fågeln är en sällsynt gäst norr om sitt utbredningsområde, med ett 70-tal fynd i Sverige. Den är kastanjebrun i fjäderdräkten med ett karakteristiskt ljust öga som gett den sitt svenska namn. Arten har minskat kraftigt i antal och listas som nära hotad av IUCN.

## Utseende

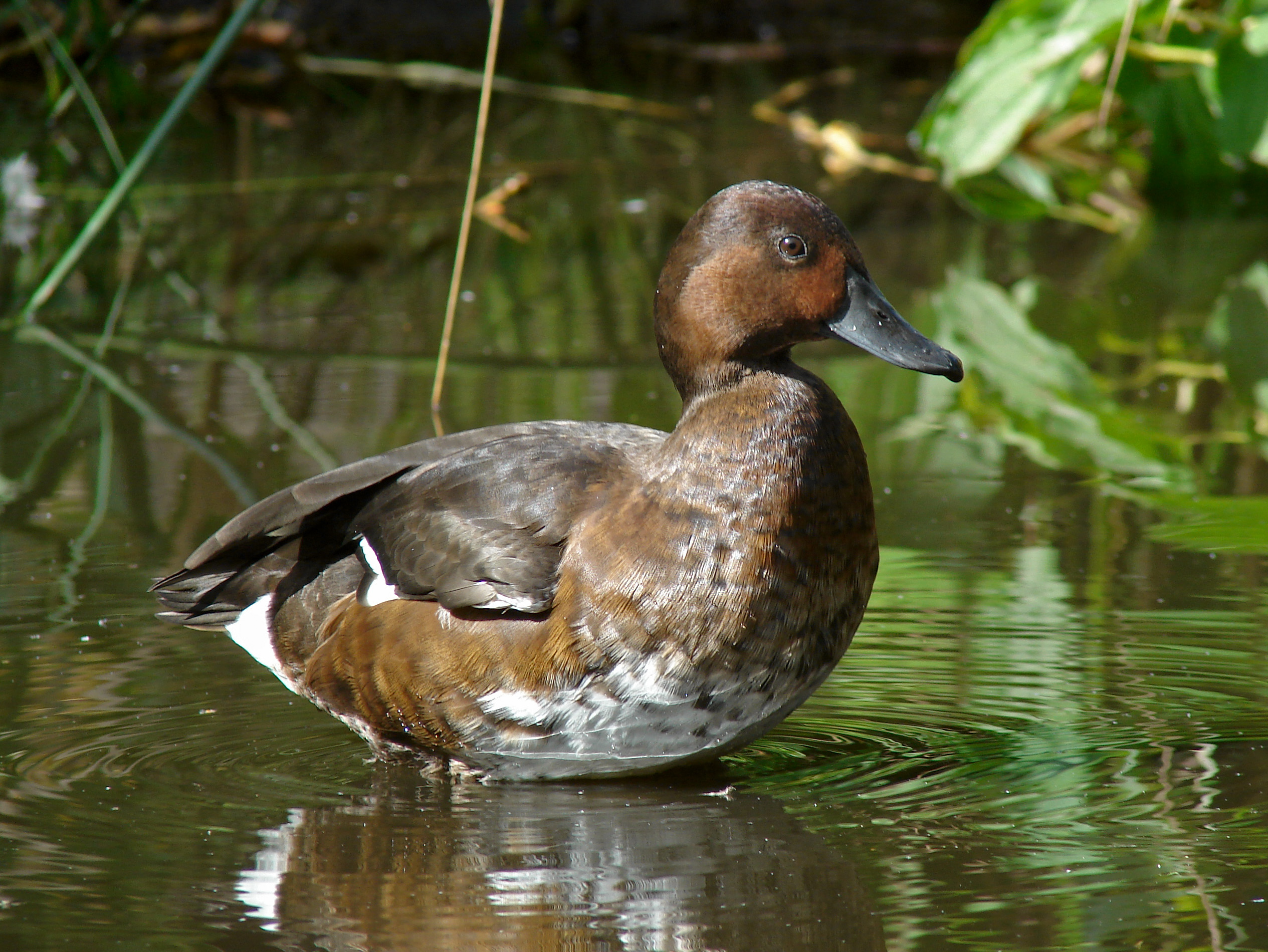
Adult hona.

Vitögd dykand är en ganska liten and med kort kropp, lite längre hals, toppig hjässa och lång näbb. Den mäter 38–42 cm och har ett vingspann på 60–67 cm. Den adulta hanen har en kraftfullt kastanjebrun fjäderdräkt med mörkare rygg och distinkt ljust öga. Den har vita vingundersidor, vit bukfläck och lysande vit, skarpt avgränsad undergump. Den adulta honan har liknande fjäderdräkt men dovare och mörkt öga.

## Läten
Den vitögda dykanden är förhållandevis tystlåten. Från honan hörs ett torrt skorrande med en karakteristisk surrande ton. Hanens spelläte är ett vigglikt "vih-vju".

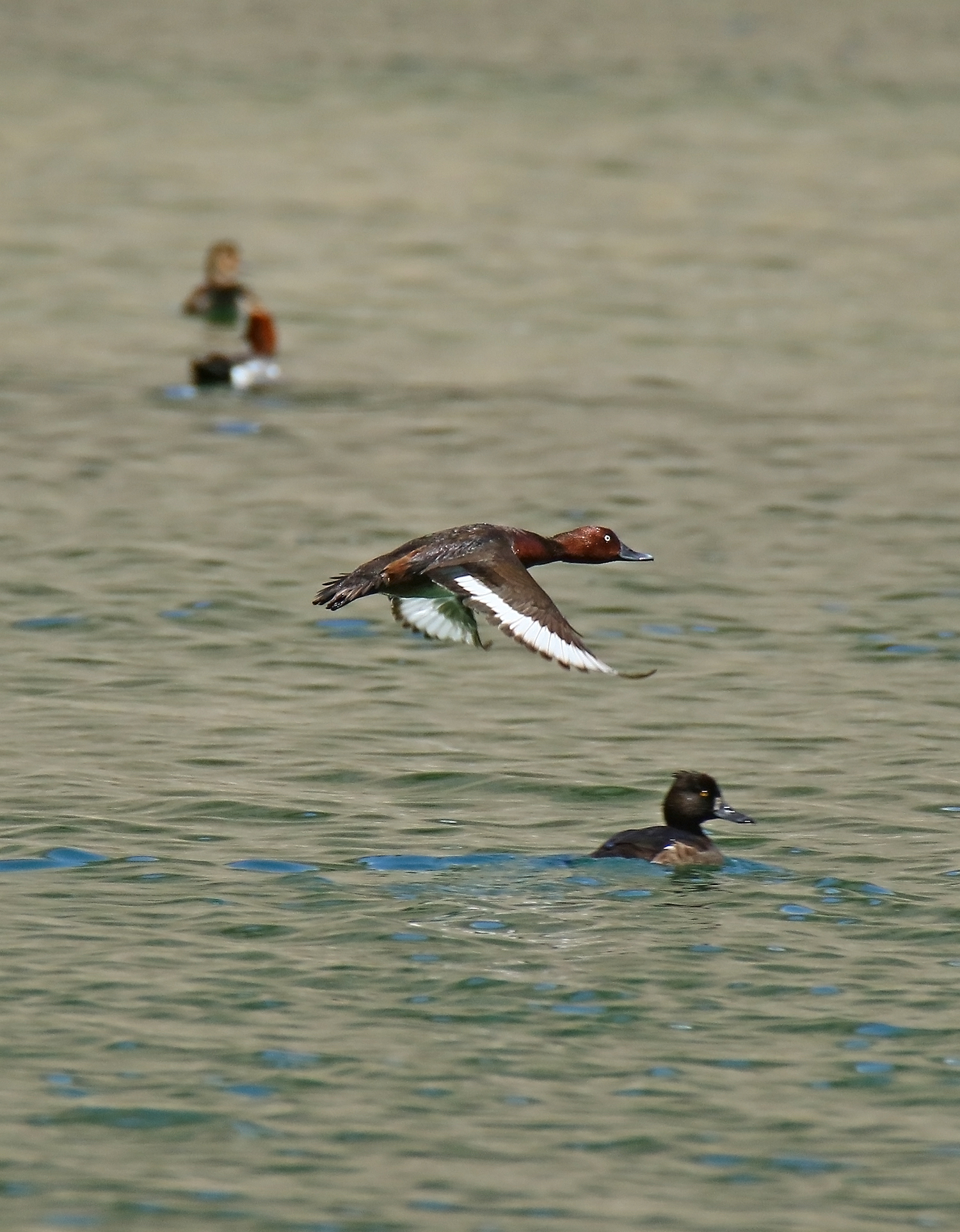
Vitögd dykand i flykten, fotograferad i Pakistan.

## Utbredning och systematik
Vitögd dykand häckar från södra Spanien och lokalt i Central- och Sydeuropa, vidare österut genom Östeuropa till västra Mongoliet. Den förekommer också lokalt i Libyen, Iran, Afghanistan, västra Pakistan och nordvästra Indien. Delar av populationen är flyttfåglar och arten övervintrar lokalt runt Medelhavet i Sydeuropa och Nordafrika men även i Centralafrika. Den övervintrar vidare i Asien så långt söderut som Indien, Sydostasien och östra Kina. Den behandlas som monotypisk, det vill säga att den inte delas in i några underarter.

### Förekomst i Sverige
Vitögd dykand observeras sällsynt i Sverige. Första kända observationen var en ungfågel som sköts i sjön Frutjärn i
Ludvika den 28 oktober 1907. En vecka senare ska en till individ observerats på samma lokal. Därefter har arten setts vid ett drygt 70-tal tillfällen.

## Ekologi
Vitögd dykand häckar i våtmarker och sjöar med över en meters vattendjup. Den är en flockfågel som bildar stora flockar om vintern, ofta tillsammans med andra andarter, som vigg och brunand. Vitögd dykand födosöker ofta på natten och födan består av vattenväxter, mollusker, vattenlevande insekter och småfisk. De födosöker både genom att tippa kroppen framåt och beta på botten och genom regelrätt dykning.

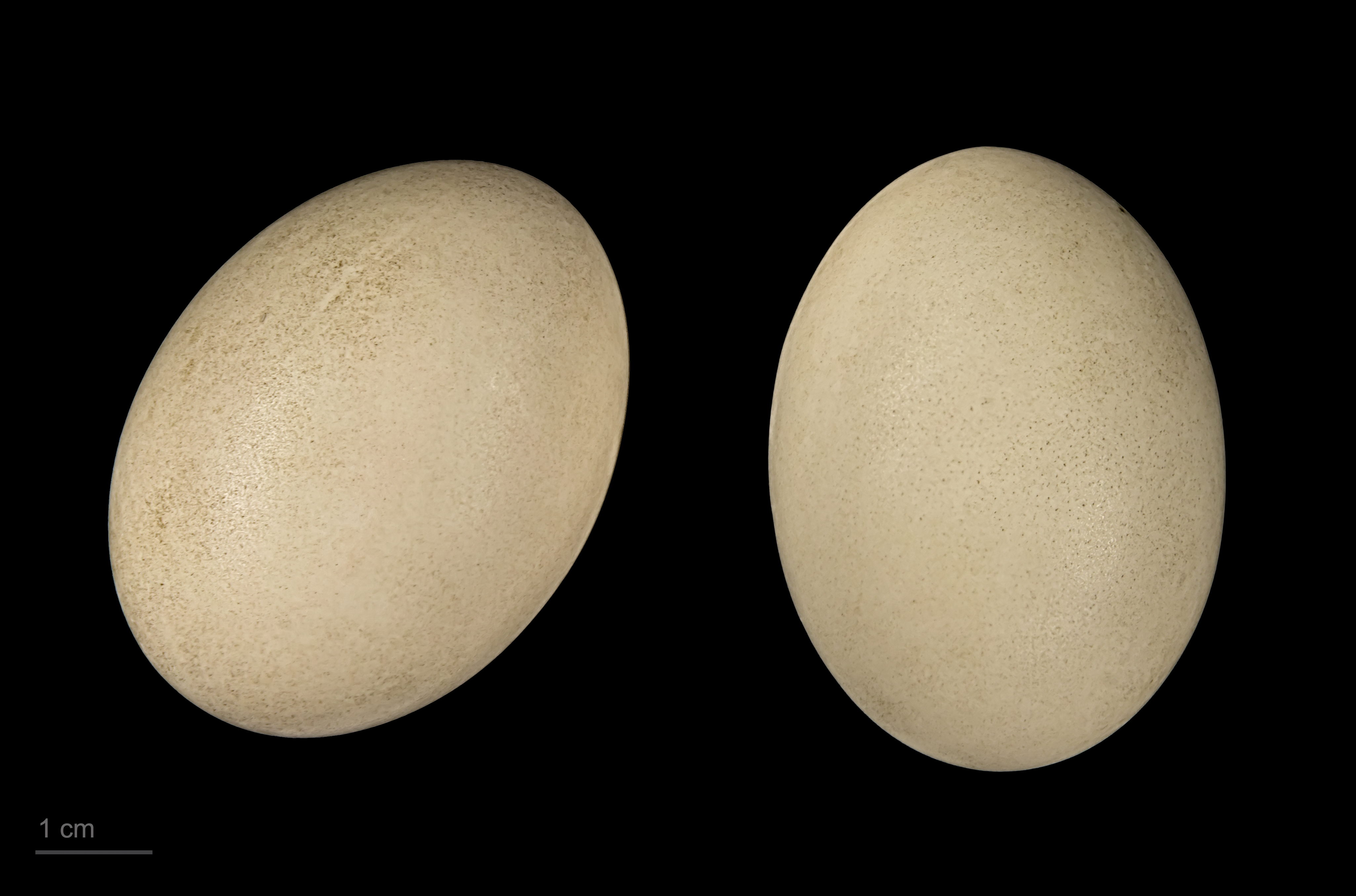
Ägg från vitögd dykand.

## Status och hot
I Europa har arten minskat kraftig. Internationella naturvårdsunionen IUCN kategoriserar den därför som nära hotad, men konstaterar att bedömning av både population och trender är svåra att göra eftersom artens utbredningsområde varierar kraftigt från år till år. Världspopulationen uppskattas till 180 000–295 000 individer.

## Namn
Vitögd dykand beskrevs vetenskapligt som art av Güldenstädt 1770. Det vetenskapliga artnamnet nyroca kommer av ryska Nyrok för en and. På svenska har arten även kallats rödbrun dykand.